# Рупанко (озеро)
 Рупанко (исп. Lago Rupanco) — озеро в провинции Осорно области Лос-Лагос в южном Чили. Площадь поверхности озера — 233,41 км². Размеры — 39,7 км в длину и 9,1 в ширину. Площадь водосборного бассейна — 710,8 км². Имеет значительную глубину: средняя глубина — 162 м, максимальная — 274 м.
Озеро окружено живописными горами Лас-Боррачас, Серро-Сарносо, Нидо-де-ла-Гальина и вулканом Пунтиагудо. Лежит в природной зоне вальдивийских лесов. 57,8 % водосбора озера покрыто нотофагусовыми лесами. Температура в окрестностях озера меняется от 6 до 17 °C, годовое количество осадков — от 2000 до 5000 мм в год.
До европейской колонизации в окрестностях озера обитали племена мапуче. В 1931 году вблизи озера основано сельскохозяйственное поселение — колония Рупанко.

Озеро Рупанко и другие озёра Озёрного края